# Season pass
 (avril 2025).
Ne doit pas être confondu avec battle pass.
Un season pass, passe de saison ou passe saisonnier est une forme de monétisation des jeux vidéo (en) dans laquelle les consommateurs achètent un forfait à prix réduit pour le contenu téléchargeable (DLC) actuel et futur et/ou les packs d'extension d'un jeu vidéo en plus de son coût de base. Un jeu peut avoir un seul passe saisonnier ou, pour certains jeux en tant que service, de nouveaux passes saisonniers au fil du temps. Le nom provient du concept similaire dans le sport. Introduit pour la première fois vers 2011, l'utilisation des passes saisonniers est devenue courante parmi les éditeurs de jeux triple-A et mobiles à la fin des années 2010. Les passes saisonniers peuvent être controversés car le contenu d'un passe saisonnier n'est pas entièrement détaillé à l'avance ou peut ne pas contenir tous les DLC prévus. Certains passes saisonniers sont, par exemple, qualifiés d'arnaques par la presse spécialisée.

## Approche
Les passes saisonniers peuvent être disponibles à l'achat en même temps que le jeu avant sa sortie, ou après sa parution. Une fois acquis, le joueur obtient tout le contenu déjà publié dans le cadre de ce passe saisonnier et est éligible pour du contenu futur non encore annoncé. De nombreux passes saisonniers indiquent le type de contenu que les joueurs recevront, même si le contenu exact peut être inconnu à ce moment-là.
Les passes saisonniers peuvent couvrir l'ensemble du contenu d'extension prévu pour un jeu et constituent un achat unique. Dans d'autres cas, ils couvrent le contenu d'un jeu pendant une période limitée, allant de quelques mois à quelques années. Cela permet au développeur de continuer à ajouter du contenu au lieu de développer un tout nouveau titre afin de maintenir une source de revenus. Par exemple, Rainbow Six Siege d'Ubisoft a utilisé des passes saisonniers annuels qui donnent aux joueurs qui les achètent accès à de nouveaux personnages jouables (ou opérateurs), des cartes, des armes et des modes de jeu. Certains de ces éléments peuvent être obtenus par les joueurs sans passe saisonnier, en utilisant des crédits du jeu, tandis que d'autres contenus restent exclusifs à ceux qui possèdent le passe. Ubisoft a estimé que cette approche était plus avantageuse pour les joueurs que de développer une suite. De même, Destiny 2 a utilisé un modèle de passe annuel pour sa deuxième année de contenu, offrant aux joueurs un accès à du contenu exclusif via trois contenus téléchargeables (DLC) au cours de l'année ; pour la troisième année du jeu, ils sont passés à un modèle de passe saisonnier, avec le passe saisonnier de chaque saison disponible à l'achat individuel. Pour certains jeux avec des passes saisonniers récurrents, le contenu des passes plus anciens peut être intégré au jeu de base sans frais supplémentaires.

## Histoire
L'un des premiers passes saisonniers dans les jeux vidéo a été utilisé par Rockstar Games avec LA Noire en 2011,. Plus tard le même mois, Warner Bros. Interactive Entertainment a poursuivi la tendance avec Mortal Kombat, Electronic Arts a sorti son EA Sports Season Ticket en août 2011. Au milieu des années 2010, les passes de saison sont devenus courants dans les jeux AAA. À la fin de la décennie, les passes saisonniers ont continué à être proposés pour de nombreux jeux, bien que certains éditeurs aient commencé à renoncer à les proposer au profit de DLC gratuits en raison de la publicité négative créée par leur annonce peu de temps après leur sortie. La popularité croissante des loot boxes et des microtransactions à l'époque a également joué un rôle dans la popularité décroissante du passe de saison, bien que la presse spécialisée dans les jeux vidéo ait émis l'hypothèse que cela pourrait entraîner une diminution du contenu global après la sortie.

## Controverse
Les passes saisonniers ont été critiqués pour être anti-consommateurs, car ils exercent une pression psychologique sur les clients pour qu'ils dépensent plus d'argent. Il est également impossible de savoir s'ils valent la peine d'être achetés puisqu'ils ne peuvent être testés qu'à leur sortie, et les réductions qu'ils offrent sont parfois compensées par un contenu de mauvaise qualité que le joueur n'aurait pas acheté autrement. De plus, si un jeu rencontre de mauvais résultats sur le marché, les prix de son DLC peuvent chuter plus rapidement que toute remise que les gens auraient reçue en achetant immédiatement son passe saisonnier.
Andrew Reiner de Game Informer a qualifié certains passe saisonniers d'« arnaques provenant d'entreprises avides d'argent ».
GamesRadar+ a critiqué les passes de saison multijoueurs, car diviseraient la communauté des jeux en ligne, et a salué les jeux qui avaient institué un modèle différent, davantage dépendant des DLC cosmétiques que des cartes téléchargeables, comme For Honor et Titanfall 2. Shacknews a critiqué un certain nombre de jeux pour avoir des passes de saison décevants, comme Evolve et Aliens: Colonial Marines.